# 諸堤村
諸堤村（もろつつみむら）は、大阪府北河内郡にあった村。現在の大阪市鶴見区横堤・諸口・徳庵・中茶屋・緑地公園の一部などにあたる。

## 地理
- 河川：寝屋川、古川

## 歴史
- 1889年（明治22年）4月1日 - 町村制の施行により、茨田郡横堤村・諸口村・三島新田の区域をもって発足。大字諸口に村役場を設置。
- 1896年（明治29年）4月1日 - 郡の統廃合により、所属郡が北河内郡に変更。
- 1910年（明治43年） - 大字三島新田を三島に改称。
- 1934年（昭和9年）9月21日 - 室戸台風の暴風雨により諸堤小学校の木造校舎が1棟倒壊。負傷者が出る[1]。
- 1939年（昭和14年）6月1日 - 古宮村と合併して茨田町が発足。同日諸堤村廃止。
  - 同日、大字諸口字徳庵を大字徳庵に、大字諸口字中茶屋と大字三島を統合して大字中茶屋にそれぞれ変更。

## 交通

### 鉄道路線
現在は旧村域にOsaka Metro長堀鶴見緑地線の横堤駅が所在するが、当時は未開業。